# Задира (лазерный комплекс)
«Задира» — комплекс российского лазерного оружия. Относится к видам оружия на новых физических принципах.

## Характеристики
Точные характеристики комплекса не обнародовались. Согласно заявлению вице-премьера правительства РФ Юрия Борисова, который участвовал в подписании контракта на создание «Задиры» со стороны МО РФ, комплекс не является ослепляющим оружием, а предназначен для физического поражения целей. Он в состоянии уничтожить беспилотный летательный аппарат в течение 5 секунд, и способен поражать цели на дальности до 5 км.
По заявлению Юрия Борисова, действие данного комплекса основано на использовании теплового излучения для сожжения выбранного объекта. Принципиальным отличием «Задиры» от ранее разработанного «Пересвета» является не ослепление, а физическое уничтожение противника. Данное оружие предназначено для уничтожения беспилотных летательных аппаратов в целях экономии дорогостоящих ракет типа «Панциря» и «Тора». Однако по мнению экс-начальника зенитно-ракетных войск Сергея Хатылева, комплекс может быть эффективен не только против БПЛА, но и других воздушных целей с невысокой скоростью, а по мнению Юрия Борисова против любых воздушных целей. Еще одним преимуществом комплекса является невозможность перехвата из-за практически мгновенного достижения цели, а также неограниченность боеприпасов, однако для повторного выстрела необходимо производить накопление энергии. По мнению военного обозревателя Александра Хроленко, концентрация энергии для поражения объекта достигается скорее всего за счет применения ядерного реактора. По заявлению президента Украины Владимира Зеленского заявление Борисова является отражением желания Москвы найти замену дорогим ракетам.

## История
Контракт на выполнение опытно-конструкторской работы (ОКР) под наименованием «Задира-16» был подписан на форуме «Армия-2017» между Министерством Обороны РФ и ФГУП «Российский федеральный ядерный центр» в августе 2017 года.

## Критика
США и Украина скептически относятся к заявлению России. Пентагон заявил, что у него нет никаких доказательств заявления Борисова.
Генерал-майор австралийской армии в отставке Mick Ryan в интервью The Washington Post заявил, что «Задира» может сбивать украинские беспилотники или уничтожать украинскую артиллерию, а также ослеплять украинских солдат (что запрещено международными конвенциями). Однако Mick Ryan тоже скептически относится к существованию самого комплекса из-за отсутствия доказательств заявлений Москвы: «это не работало до сих пор. Вероятно, это вряд ли будет работать с экспериментальной лазерной системой, работа которой еще не доказана».
Эксперт по противоракетной обороне доктор Узи Рубин из Иерусалимского института стратегии и безопасности (JISS) в интервью BBC хотя и допустил возможность существования данного комплекса, однако считает, что его возможности сильно преувеличены и не способны кардинально изменить ситуацию на поле боя. Он заявил, что «Зеленский прав — это не чудо-оружие. Им потребовалось несколько секунд, чтобы сбить БПЛА. Есть гораздо лучшие способы сделать это, использовать „Стингер“ или любую зенитную ракету было бы дешевле, быстрее и с большей дальностью.»

«это не как в „Звездных войнах“, где на плохих парней наводят лазерную пушку, быстро нажимают кнопку, и плохой парень взрывается. На самом деле это больше похоже на обычную микроволновую печь. Если вы хотите, чтобы чашка воды вскипятилась, нужно какое-то время. Лазер такой же. Нужно поставить его на цель и подождать, пока он нагреется и уничтожит ее.»
Он перечисляет следующие недостатки оружия: лазер может наводиться одновременно только на одну цель, нейтрализуется плохой погодой (дождь, снег, облачная погода), имеет низкий уровень поражения из-за пока еще слабой мощности. При этом лазер является более дешевым по сравнению с ракетным оружием: «ракетная война — это война за ресурсы. Производить ракеты дешевле, чем защищаться от них. Поэтому все, что вы можете сделать для снижения затрат на оборону, полезно» и «энергетическое оружие может быть полезно для снижения затрат, но оно не совершит революцию».